# Theope turneri
Espèce
Theope turneriest une espèce d'insectes lépidoptères appartenant à la famille  des Riodinidae et au genre Theope.

## Taxonomie
Theope turneri a été décrit par Jason Piers Wilton Hall et George Traut Austin (d) en 1997.
Ce pourrait être Theope sticheli.

## Écologie et distribution
Theope turneri est présent au Brésil.

### Biotope
Il réside dans la forêt amazonienne.

### Protection
Pas de statut de protection particulier.